# 拉维尔纳
拉维尔纳（英語：Laverna）。古罗马盗窃者和黑社会所尊奉的神祇之一。多次出现于古罗马诗人贺拉斯以及普劳图斯等人所创作的与其相关的文学作品之中，影响深远。

## 扩展阅读
- Michael Jordon, Encyclopedia of Gods, Kyle Cathie Limited, 2002